# Endocomia rufirachis
Endocomia rufirachis là một loài thực vật có hoa trong họ Myristicaceae. Loài này được (Sinclair) W.J.de Wilde mô tả khoa học đầu tiên năm 1984.